# Mejlby (Randers Kommune)
 For alternative betydninger, se Mejlby. (Se også artikler, som begynder med Mejlby)
Mejlby er en lille by i Østjylland med 611 indbyggere  (2024). Mejlby er beliggende fire kilometer nordvest for Harridslev og fem kilometer sydøst for Spentrup. Randers er beliggende otte kilometer syd for Mejlby.
Byen ligger i Region Midtjylland og hører under Randers Kommune. Mejlby er beliggende i sognene Linde Sogn og Harridslev Sogn.

## Borgerforeningen og sammenhold i byen
Mejlby Borgerforening blev stiftet 19. maj 2008 ved at lægge Mejlby Forsamlingshus og Mejlby Grundejerforening sammen.
Foreningens formål er at drive Mejlby Forsamlingshus og varetage borgernes fælles interesser ved bl.a. at repræsentere borgerne over for offentlige myndigheder.